# Parque Nacional Djebel Aissa
O Parque Nacional Djebel Aissa (em árabe: الحظيرة الوطنية لجبل عيسى) é um parque nacional do Atlas saariano localizado a oeste da Argélia, na vilaiete de Naâma. Foi criado em 2003 e abrange 24400 hectares.
O Parque Nacional Djebel Aissa é de particular importância na preservação do ecossistema da região das Terras Altas Ocidentais, que é ameaçada pela desertificação e pelo assoreamento.